# Karl Friedrich Hülsen
Karl Friedrich Hülsen (* 4. Juli 1794 in Premnitz (Kreis Westhavelland); † 9. März 1858 in Münster) war ein königlich preußischer Generalmajor und zuletzt Kommandeur des 40. Infanterie-Regiments.

## Herkunft
Seine Eltern waren der Premnitzer Prediger Karl Heinrich Hülsen (* 3. Juli 1758; † 18. Februar 1836) und dessen Ehefrau Justine Marie Christiane Herrmann (* 26. September 1767; † 7. März 1835).

## Leben
Er ging in Rathenow zur Schule und meldete sich am 6. Februar als freiwilliger Jäger zum 1. Garde-Regiment zu Fuß. Dort wurde er noch 1813 Oberjäger und am 7. Mai 1814 Seconde-Lieutenant. Während der Befreiungskriege kämpfte er in den Schlachten bei Großgörschen, Bautzen, Dresden, Leipzig, Brienne, Paris und Arcis-sur-Aube. Im Gefecht bei Charleroi wurde er verwundet und erwarb sich das Eiserne Kreuz 2. Klasse.
Am 27. November 1816 wurde er in die 3. und 4. Jägerabteilung aggregiert und am 21. April 1817 einrangiert. Dort wurde er am 27. September 1821 Premier-Lieutenant, bevor er am 30. März 1837 als Hauptmann und Kompaniechef in das 27. Infanterie-Regiment versetzt wurde. Am 30. März 1840 wurde er in das 14. Infanterie-Regiment versetzt, sein Patent aber auf den 28. Mai 1832 rückdatiert. Am 28. März 1841 wurde er dann zum Major ernannt und als Kommandeur der II. Bataillons in das 15. Landwehr-Regiment versetzt. Am 31. März 1846 wurde er vom Bataillon in das 15. Infanterie-Regiment versetzt und dort am 19. November 1849 zum Oberstleutnant ernannt. Am 17. April 1851 kam er als Kommandeur in das 40. Infanterie-Regiment. Er wurde am 19. April 1851 zum Oberst befördert und erhielt am 30. Juni 1852 den Roten Adlerorden 3. Klasse mit Schwertern am Ring. Er erhielt am 2. April 1855 seinen Abschied mit Pension und Regimentsuniform, am 25. Juni 1857 wurde er mit seinen Pension zur Disposition gestellt, dazu erhielt er am 7. Januar 1858 den Charakter als Generalmajor. Er starb kurz darauf am 9. März 1858 in Münster.

## Familie
Er heiratete am 4. Juli 1825 in Halle Friederike Auguste Schwarz († 31. März 1833) und nach dem Tod seiner ersten Frau am 15. November 1838 in Tuchheim Mathilde Ernstine Sprengel (* 21. Februar 1818; † 30. Januar 1893). Er hatte fünf Töchter und fünf Söhne, darunter:
- Marie (* 25. Mai 1830) ⚭ Constantin von Mielecki (1823–1870), Hauptmann[3]
- Frederike (* 14. März 1833) ⚭ N.N. Friesleben, Zimmermeister
- Oskar (* 13. März 1841)
- Fritz (* 15. April 1845) ⚭ 1873 Anna Kalisch